# ستيفانوفليتيس
ستيفانوفليتيس عبارة عن جنس منقرض كان موجودًا في العصر البرمي.

## الموقع
في البرازيل،، تم العثور على حفريات غير محددة النوع تعود لجنس الستيفانوفليتس، وذلك في نتوءات مورو باباليو بمدينة ماريانا بيمينتل. وهذه الحفريات توجد في الحديقة الجيولوجية باليروتا في تشكيل ريو بونيتو، ويرجع تاريخها إلى ساكماريان في العصر البرمي. وقد تم اكتشاف حفريات لأنواع إس. سانبولينسيس في ولاية ساوباولو.
وفي الأرجنتين، تم العثور أيضًا على حفريات للنوع إس. سانبولينسيس.